# بیزینس ایر
بیزینس ایر (به انگلیسی: Business Air) یک شرکت هواپیمایی با کد یاتا 8B است که در تاریخ ۲۰۰۸ میلادی تأسیس شده است. دفتر مرکزی بیزینس ایر در بانکوک، تایلند واقع شده‌است و به ۴ مقصد، پرواز مستقیم انجام می‌دهد.